# Droits de l'homme en Bulgarie
Bien que la Bulgarie ait rejoint l'Union européenne en 2007, sa conformité avec les normes relatives aux droits de l'homme est loin d'être parfaite. Il n'existe en effet pas de législation spécifique relative aux droits de l'homme inscrite dans la constitution du pays.
Les conditions de détention ont été notamment dénoncées ainsi que l'emploi par la police bulgare de méthodes illégales et brutales. La Constitution bulgare accorde en revanche la liberté de culte bien que le patriarcat de Bulgarie (Église orthodoxe) soit considérée comme la religion « traditionnelle » du pays.
La minorité ethnique macédonienne de l'oblast de Blagoevgrad (5 071 selon le recensement de 2001) s'est vue par ailleurs l'interdiction de se représenter politiquement. Selon la Cour européenne des droits de l'homme, il s'agit d'une violation de l'article n°11 de la Convention européenne des droits de l'homme.
Depuis la chute de la république populaire de Bulgarie et du communisme en 1989, on assiste également à une augmentation du trafic d'êtres humains et de la prostitution.
Sur l'Indice de perception de la corruption établi par l'ONG Transparency International, la Bulgarie est classée 73e en 2010 sur 182 pays. En termes de liberté de presse, la Bulgarie occupe en 2013 la 87e place du Press Freedom Index établi par l'ONG française Reporters sans frontières.